# Brandon Holt
Brandon Holt (ur. 6 kwietnia 1998 w Rolling Hills) – amerykański tenisista.
Jest synem Tracy Austin – byłej liderki rankingu WTA i zwyciężczyni dwóch turniejów wielkoszlemowych.

## Kariera tenisowa
W karierze zwyciężył w siedmiu singlowych oraz pięciu deblowych turniejach rangi ITF.
W 2015 roku, startując w parze z Rileyem Smithem, dotarł do finału juniorskiego turnieju US Open w grze podwójnej. W decydującym meczu amerykańska para przegrała z Félixem Augerem-Aliassimem i Denisem Shapovalovem 5:7, 6:7(3).
W 2022 roku, podczas US Open, zadebiutował w wielkoszlemowym turnieju głównym w grze pojedynczej. Po wygraniu trzech meczów w kwalifikacjach pokonał w pierwszej rundzie Taylora Fritza, a następnie przegrał z Pedro Cachínem. W tym samym turnieju wystąpił również w rozgrywkach deblowych. Startując w parze z Govindem Nandą, odpadł w pierwszej rundzie.
W rankingu gry pojedynczej najwyżej był na 191. miejscu (30 stycznia 2023), a w klasyfikacji gry podwójnej na 473. pozycji (10 lutego 2020).

### Finały juniorskich turniejów wielkoszlemowych

#### Gra podwójna (0–1)
| Końcowy wynik | Nr | Data             | Turniej            | Nawierzchnia | Partner     | Przeciwnicy                            | Wynik finału |
| ------------- | -- | ---------------- | ------------------ | ------------ | ----------- | -------------------------------------- | ------------ |
| Finalista     | 1. | 13 września 2015 | US Open, Nowy Jork | Twarda       | Riley Smith | Félix Auger-Aliassime Denis Shapovalov | 5:7, 6:7(3)  |